# Культурвевен

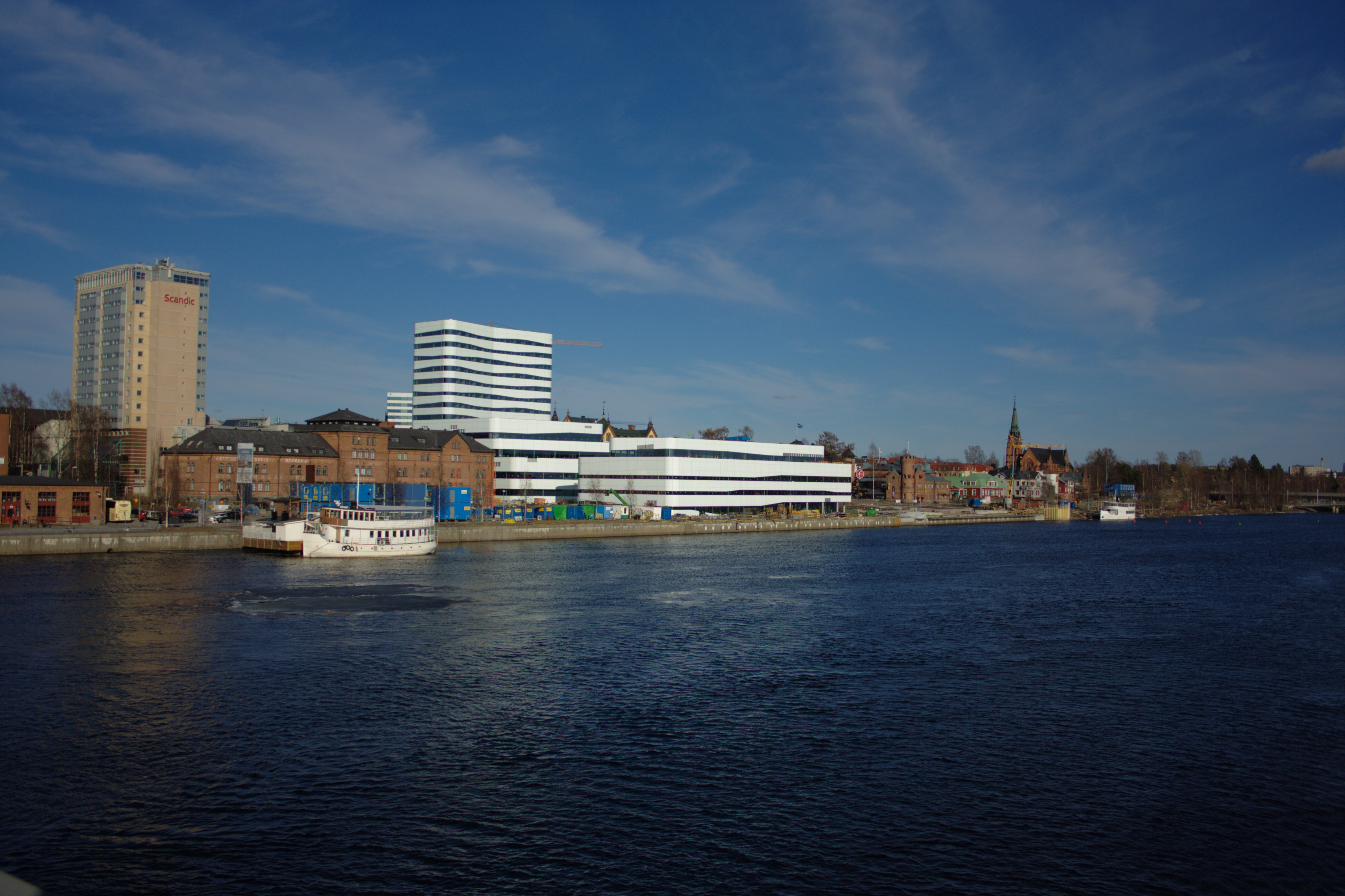
Здание весной 2014 года.

Культурвевен — строящийся культурный центр в городе Умео, Швеция, расположенный рядом с рекой Умеэльвен. Культурвевен должен открыться осенью 2014 года, когда Умео будет объявлен одной из двух культурных столиц Европы. Культурвевен будет включать в себя несколько культурных учреждений, которые переместят из других частей города, а также некоторые новые культурные инициативы. Стоимость строительства, достигнутые договорённости и перемещение городской библиотеки в новое здание вызвали в Умео значительные общественные дебаты.

## Строительство
Здание занимает большую часть квартала Хеймдалль и располагается в центре города Умео, между улицей Сторгатан и рекой Умеэльвен. Культурвевен был построен в 2011—2014 годах в рамках проекта развития территории города между мостами. Муниципалитет Умео и местная компания недвижимости «Балтикгрупен» совместно владеют компанией «Вавен» в Умео.
Культурвевен состоит из двух зданий, которые сливаются в одно на третьем этаже, образуя портал над Стронгатаном. Здание ближе к реке, к югу от Стронгатана, состоит из четырёх этажей и будет включать в себя так называемый «черный ящик», где смогут разместиться 400 сидячих или 1000 стоячих посетителей. Четыре нижних этажа здания, ближайшие к дороге Сторгатана, имеют около 15000 м². Муниципалитет Умео распоряжается расположенными там учреждениями, в том числе библиотеками. В здании имеется также крытый торговый зал, находящийся в непосредственной близости от Stora Hotellet. На пятом этаже и выше есть планы по размещению гостиниц, конференц-залов и ресторанов под эгидой «Балтикгрупен».
Общая площадь составляет 24000 м², а общая стоимость оценивается в около 700 миллионов, не считая затрат на работы по обустройству интерьера. Архитекторами является норвежская компания Snöhetta и White arkitekter, которые также принимали участие в строительстве нескольких зданий в кампусе искусств в Умео.
Однако ещё до его утверждения смелый дизайн проекта был назван плагиатом, так как три вертикальных трубы с аналогичными фасадами уже были возведены в Копенгагене в 2006—2008 годах. Датские здания были спроектированы датской фирмой Vilhelm Lauritzen Arkitekte, которая не имела ничего общего с дизайном Культурвевен. Архитекторы фирм-подрядчиков, однако, заявляют, что Культурвевен не является плагиатом.

## Планы
Культурвевен, согласно проекту, будет включать в себя студии, детский культурный центр, театры и городскую библиотеку Умео, кинотеатр Folkets Bio и новый музей истории женщин.